# Vladimir Ćopić
Vladimir Ćopić [llamado Senko o Senjko por su origen] (Senj, 1891 - Moscú, 1939) fue un militar, teniente coronel de origen croata, destacado líder del Partido Comunista de Yugoslavia. Ajedrecista y amante de la música, durante la Primera Guerra Mundial fue militar del ejército austro-húngaro. Después de ser capturado por el ejército ruso, inició su militancia comunista. 
Participó con los brigadistas yugoslavos en la guerra civil española, donde alcanzó el grado de comandante de la XV Brigada Internacional, en sustitución del coronel "Gal" durante la batalla del Jarama y dirigió la Brigada en la batalla de Brunete. Murió ejecutado en la Unión Soviética dentro de las purgas de Stalin.

## Biografía
Nació el 8 de marzo de 1891 en Senj, en la provincia croata del Imperio austrohúngaro. Concluyó la escuela secundaria en su ciudad natal, y estudió Derecho en la Universidad de Zagreb. Con el estallido de la Primera Guerra Mundial fue movilizado por el ejército austrohúngaro. En 1915, fue capturado por las tropas del Imperio ruso en los Cárpatos, y fue hecho prisionero de guerra.
Tras la Revolución de Octubre, se unió a los bolcheviques, actuando como agitador, periodista y traductor. Pertenecía al grupo de comunistas yugoslavos exiliados en la Unión Soviética que formaron el Partido Comunista de los Serbios, Croatas y Eslovenos, y era miembro de su comité ejecutivo central.
En noviembre de 1918 regresó a Zagreb, donde fundó las primeras células comunistas ilegales. En el congreso de unificación comunista de Belgrado, que se prolongó desde el 20 al 23 de abril de 1919, y como delegado de la organización de Zagreb, fue elegido miembro del Consejo Central del recién fundado Partido Comunista de Yugoslavia (KPJ), junto con Filip Filipović y Živko Topalović, y Secretario de organización del mismo. En el Segundo Congreso del Partido Comunista de Yugoslavia celebrado en Vukovar fue reelegido para el Consejo Central del partido, y también como Secretario de organización. El 29 de diciembre de 1920, el rey Alejandro I de Yugoslavia ilegalizó el KPJ y sus miembros pasaron a la clandestinidad, siendo muchos de ellos arrestados.
Por sus actividades revolucionarias fue juzgado como un comunista prominente en tres procesos principales: el Dijamantštajnovom de 1919, el de San Vito de 1921 y el proceso de Mayo de 1925. Se exilió a la Unión Soviética en 1925, donde estudió en la Escuela Internacional Lenin. De 1930 a 1931, como miembro de la Internacional Comunista, fue instructor del Comité Central del Partido Comunista de Checoslovaquia. De 1932 a 1936, miembro del Buró Político del Comité Central del KPJ, junto a Blagoje Parović y Milan Gorkić, y representante de la Internacional Comunista.
A comienzos de 1937 fue enviado a la guerra civil española, llegando a España el 27 de enero junto con un numeroso grupo de brigadistas yugoslavos que se integraron en las Brigadas Internacionales para apoyar a la II República Española. Con el grado de teniente coronel del Ejército Popular de la República, fue nombrado comisario político y comandante de la XV Brigada Internacional, sustituyendo al cuestionado János Gálicz. Su intervención en España estuvo rodeada de decisiones polémicas y desafortunadas. Durante la Batalla del Jarama, una orden suya ocasionó una masacre en el Batallón Abraham Lincoln el 27 de febrero de 1937, cuando ordenó a las fuerzas de Robert Hale Merriman un ataque suicida contra una colina controlada por las fuerzas sublevadas. Merriman, comandante del Batallón Lincoln, detestaba la arrogancia de Ćopić y lo consideró el responsable de la destrucción del batallón estadounidense, al que obligó a "un ataque imposible". Ernest Hemingway, en su novela Por quién doblan las campanas ambientada en la guerra civil española, describió a Ćopić como un "estúpido loco".
Después de casi dos años, y dos bajas por heridas de combate, Ćopić renunció a su cargo, siendo sustituido el 15 de mayo de 1938 por el mayor José Antonio Valledor, un combatiente asturiano. El 19 de noviembre de 1938, con la guerra ya perdida para la República, Ćopić recibió órdenes de retornar a Moscú. Allí colaboró con Josip Broz Tito en la traducción al serbocroata de Historia del Partido Comunista de la Unión Soviética, pero fue detenido y asesinado por el NKVD en abril de 1939, víctima de la Gran Purga. Póstumamente fue rehabilitado por decisión del Tribunal Militar del Soviet Supremo, el 10 de junio de 1958.
Su hermano, Milan Ćopić, también perteneció a las Brigadas Internacionales, y estuvo al mando de los servicios disciplinarios de Camp Lukacs, donde eran recluidos los brigadistas que se negaban a combatir o podían desertar.